# Fabriksgatan, Arvika
Fabriksgatan i Arvika sträcker sig från Parkgatan vid Styckåsskogen i öster till Magasinsgatan i väster. Gatan kantas huvudsakligen numera av en- och flerfamiljshus men tidigare fanns ett antal fabriker och verkstäder där.
Bland de större kan nämnas
- Arvika-Verken (mellan Styckåsgatan och Viksgatan). Se även: Volvo Construction Equipment
- Arvika Vagnfabrik Nygatan/Fabriksgatan
- Östlind & Almquist, piano- och orgelfabrik (vid Östra Esplanaden)
- Gottfrid Olséns Tobaksfabrik (vid Hamngatan)
- Arvika Kakelfabrik (vid Köpmangatan)